# هارد تارغيت
هارد تارغيت (بالإنجليزية: Hard Target)‏؛ وتعني بالعربية هدف صعب، هو فيلم أكشن أمريكي صدر عام 1993، أخرجه مخرج أفلام هونج كونج جون وو، وهو أول ظهور له في الولايات المتحدة. الفيلم من بطولة جان كلود فان دام، يؤدي فان دام دور تشانس بودرو، وهو بحار عاطل عن العمل ينقذ امرأة شابة تدعى ناتاشا بيندر (يانسي بوتلر) من عصابة بلطجية في نيو أورلينز، يعلم تشانس أن بيندر تبحث عن والدها المفقود (تشاك فارير)، ويوافق على مساعدتها في بحثها. كتب فارير السيناريو، يستند السيناريو إلى الفيلم المقتبس عام 1932 عن قصة ريتشارد كونيل عام 1924 «اللعبة الأكثر خطورة». الفيلم هو الفيلم الأول في سلسلة هارد تارغيت.
بعد 65 يومًا من التصوير في نيو أورلينز، واجه وو مشكلة مع جمعية جمعية الفيلم الأمريكي في الحصول على تصنيف آر الذي أرادته شركة يونيفرسال. قام وو بقص العشرات من المشاهد على الفيلم حتى وافقت جمعية الفيلم الأمريكي على وضع تصنيف آر. تلقى الفيلم في إصداره الأولي آراء متباينة من نقاد الأفلام. لكنه حقق نجاحًا ماليًا. يعتبر الفيلم من الأفلام الشعبية بين المشاهدين خاصة لجمهور أفلام الأكشن.
صدر الجزء الثاني هارد تارغيت 2 بعد 22 عامًا من الجزء الأول، في 6 سبتمبر 2016.

## وصلات خارجية
هارد تارغيت على موقع IMDb (الإنجليزية)
- هارد تارغيت على موقع ميتاكريتيك (الإنجليزية)
- هارد تارغيت على موقع روتن توميتوز (الإنجليزية)
- هارد تارغيت على موقع نتفليكس (الإنجليزية)
- هارد تارغيت على موقع قاعدة بيانات الأفلام العربية
- هارد تارغيت على موقع ألو سيني (الفرنسية)
- هارد تارغيت على موقع Turner Classic Movies (الإنجليزية)
- هارد تارغيت على موقع أول موفي (الإنجليزية)
- هارد تارغيت على موقع بوكس أوفيس موجو (الإنجليزية)
- هارد تارغيت على موقع فيلمافينيتي (الإسبانية)